# 圣塞瓦斯蒂安
圣塞瓦斯蒂安（西班牙語：San Sebastián，發音：[san seβasˈtjan] ⓘ），又名多诺斯蒂亚（巴斯克語發音：[doˈnos̺tia]），官方名称多诺斯蒂亚-圣塞瓦斯蒂安（Donostia / San Sebastián），是西班牙巴斯克自治区吉普斯夸省省会。城市面積60.8平方公里，人口182,641（2022年）。

## 地理
该市位於西班牙东北部，濒临比斯开湾，紧邻法国边境。圣塞瓦斯蒂安如画的海岸线使它成为广受欢迎的海滨旅游胜地。其位於市中心的兩個沙灘，贝壳海滩和翁达勒塔海滩，是市中心的一個特色，被譽為「歐洲最漂亮的沙灘」。

## 历史
- 1174年该市被被纳瓦拉国王桑乔六世授予fuero的地位。
- 1200年该市被卡斯提亞征服，其国王阿方索八世确认了它的fuero地位。
- 1656年该市在公主与路易十四於附近Hendaye举行婚礼期间被用作王家总部。
- 1728年成立“皇家加拉加斯吉普斯誇公司”，推进与美洲的贸易。
- 1808年，拿破仑军队在半岛战争中占领圣塞瓦斯提安。
- 1813年8月31日，围困圣塞瓦斯蒂安的英国和葡萄牙军队击败法国占领军。换防的军队失去自制，摧毁了该市，不顾该市居民反法的事实。只有山麓的街道（今8月31日街）保留下来。此事件后被一个不知名的作家画成画作《圣塞瓦斯蒂安之围》。
- 1813年，该市在原处重建，布局略有改变，但建筑风格相同。
- 1833年，英国乔治爵士率领的志愿兵防守该市，抵抗拥护卡洛斯军队的袭击。阵亡者被安葬于Urgull山的“英国公墓”。
- 1863年，拆除了城墙（在Boulevarde，仍可看见地下部分的遗迹），开始扩建城市。
- 1936年该市被内战分开。劳动者总联盟（UGT）对民族主义的支持者采取了恐怖的镇压行动。
- 1937年，在西班牙内战中，该省被佛朗哥军队攻陷，随后对UGT采取了报复行动。

## 体育
圣塞瓦斯蒂安拥有西甲足球俱乐部皇家社会队。

## 文化

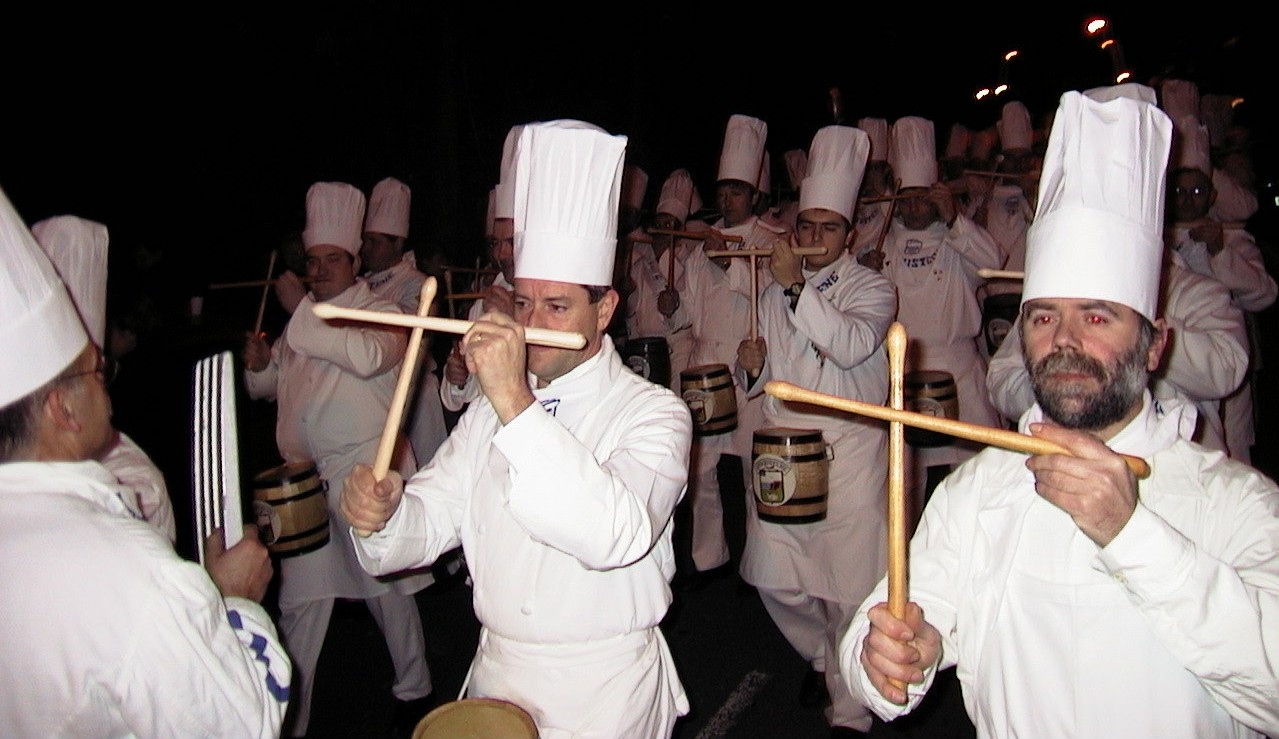
Tamborrada

每年1月20日（圣塞瓦斯蒂安节）圣塞瓦斯蒂安人庆祝“Tamborrada”节。在午夜老城的Konstituzioa集市，市长升起圣塞瓦斯蒂安市旗，此后24个小时内，全市鼓声如潮。成年人打扮成厨师和士兵，在全市游行。他们戴着厨师帽，穿着白围裙整夜游行。这个风俗据说起源于西班牙商人，包括厨师，模仿拿破仑战争时期的法国占领军，每天队伍从乌尔古尔山到San Telmo的水泵。传统上，“Sociedades”为队伍裡的成年男性提供正餐。今天甚至最严格的人也允许女人參加“Noche de la Tamborrada”。
他们吃自己烹调的非常讲究的海鲜（传统上是幼鳗，但现在由于价格过于昂贵已不再使用），喝最好的酒。对圣塞瓦斯提安人来说，这是一年中最隆重的节日。整夜听着鼓声。儿童穿着士兵传统服装，在全市游行。这一天，圣塞瓦斯蒂安所有学校的孩子参加游行。他们通常会表演各国（英格兰、德国、罗马尼亚等）特殊的风俗。
每年8月庆祝Semana Grande或Aste Nagusia节。每夜在海湾和the end都有烟花比赛，最后公布获胜者。
圣塞瓦斯蒂安以其巴斯克菜肴和pintxos（tapas）和港口附近的餐厅区著称。
圣塞瓦斯蒂安举办西班牙最重要的国际电影节——圣塞瓦斯蒂安国际电影节。
1919年设计师克里斯托瓦爾·巴倫西亞加创立服装品牌巴隆夏加。

## 農產品
- 白鮪魚/白吞拿魚
- 鱈魚

## 交通
圣塞瓦斯蒂安的交通公路部分有通往马德里的A-1高速公路、AP-1高速公路，通往畢爾包的AP-8高速公路，以及通往潘普洛納的A-15高速公路。
鐵路部分有巴斯克鐵路公司運營的聖塞巴斯提安地鐵，以及西班牙國鐵營運的聖塞瓦斯蒂安近郊鐵路，提供城市內地鐵和通勤铁路服務。城际铁路則有巴斯克鐵路公司的E1線可通往畢爾包，西班牙國鐵在圣塞瓦斯蒂安的主要車站為圣塞瓦斯蒂安站，提供各等級普速鐵路服務。高速鐵路部分，圣塞瓦斯蒂安尚未引入西班牙高速铁路網，因此必須使用軌距可變列車運行。另外乘坐巴斯克鐵路公司或西班牙國鐵都可以前往法國的昂達伊站，並在昂达伊轉乘法國鐵路網。
航空部分，圣塞瓦斯蒂安机场位於圣塞瓦斯蒂安附近的丰特拉维亚，但並未提供國際航班服務，國際航班須前往的畢爾包機場，或法國境內的比亚里茨巴斯克地区机场。